# Frýdecký seniorát SCEAV
Frýdecký seniorát je seniorát Slezské církve evangelické augsburského vyznání, zahrnuje 3 evangelické sbory a jednu misijní stanici na území Českého Slezska.

## Představitelé seniorátu

### Senioři
- Tomáš Tyrlík (1998–2017)
- Erich Bocek (od r. 2017)

### Seniorátní kurátoři
- Jiří Noga (?-2008)
- Jiří Czernek (2008–2012)
- Petr Tomeczek (2012–2023)
- Vladislav Blahut (od r. 2023)